# Allium alabasicum
Allium alabasicum är en amaryllisväxtart som beskrevs av Yi Zhi Zhao. Allium alabasicum ingår i släktet lökar, och familjen amaryllisväxter. Inga underarter finns listade i Catalogue of Life.